# Kaiserstraße 143 (Mönchengladbach)

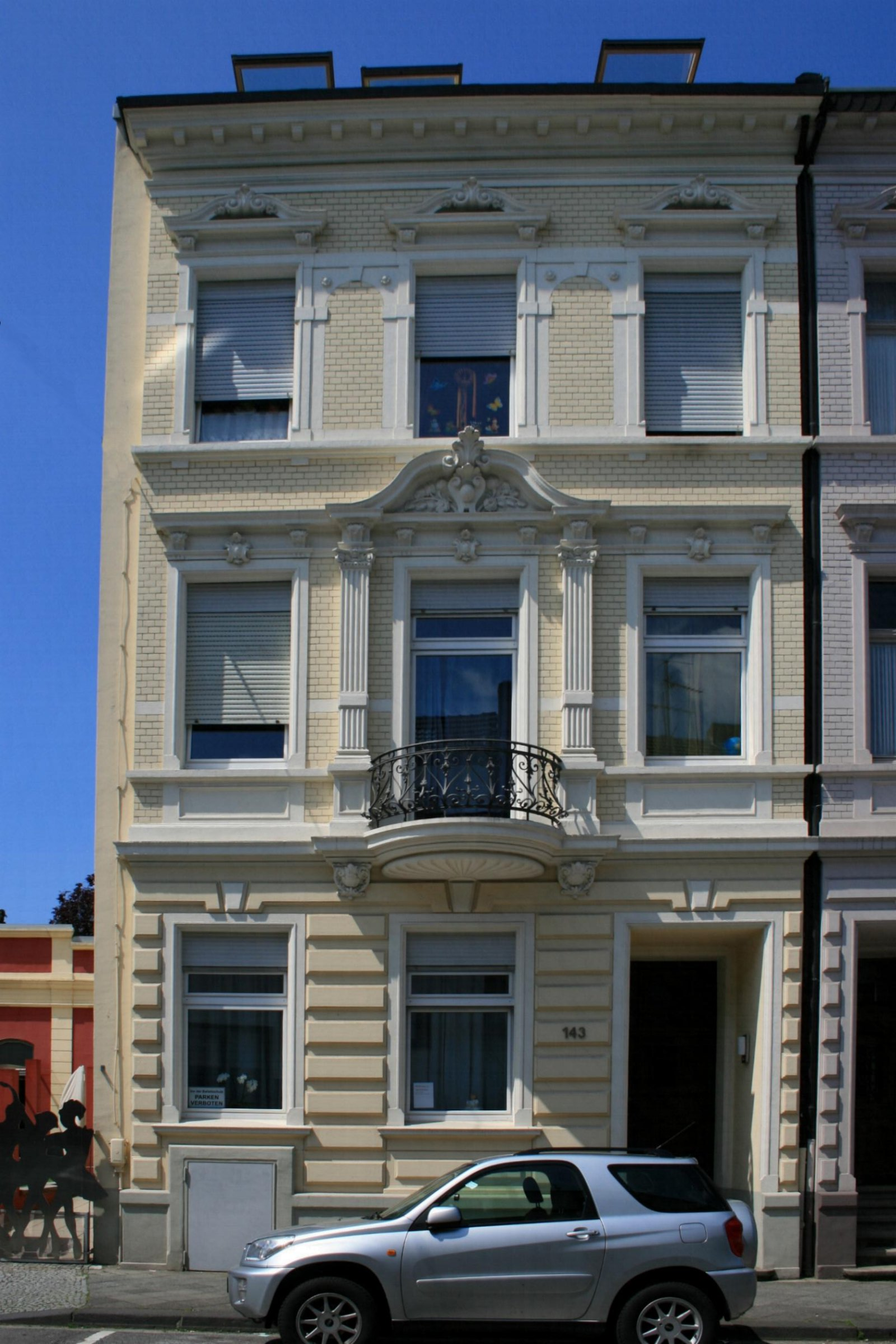
Wohnhaus (2010)

Das Wohnhaus Kaiserstraße 143 steht in Mönchengladbach (Nordrhein-Westfalen).
Das Gebäude wurde 1903 erbaut. Es wurde unter Nr. K 066 am 27. Februar 1991 in die Denkmalliste der Stadt Mönchengladbach eingetragen.

## Lage
Das 1902 errichtete Gebäude befindet sich als Teil eines historischen Ensembles im oberen, zwischen Humboldt- und Lessingstraße gelegenen Teilbereich der Kaiserstraße. Zusammen mit der Regentenstraße war die Kaiserstraße eine Verbindungsstraße zwischen den alten Ortskernen Mönchengladbachs und Eickens.

## Architektur
Das Gebäude bildet ein spiegelsymmetrisches Pendant zum Nachbarhaus Nr. 145. Es handelt sich um ein traufständiges dreigeschossiges dreiachsiges historisches Wohnhaus.